# Osleidys Menéndez
Osleidys Menéndez Sáez (* 14. November 1979 in Martí, Matanzas) ist eine kubanische Speerwerferin. Sie ist Olympiasiegerin und zweifache Weltmeisterin.
Menéndez warf bereits im Alter von 14 Jahren den Speer auf eine Weite von fast 54 Meter und wurde 1996 und 1998 zweimal hintereinander Junioren-Weltmeisterin. Ihren ersten Start bei großen internationalen Meisterschaften hatte sie bei den Leichtathletik-Weltmeisterschaften 1997 in Athen, wo sie Siebte wurde. Bei den Leichtathletik-Weltmeisterschaften 1999 in Sevilla war sie bereits Vierte, und bei den Olympischen Spielen 2000 in Sydney gewann sie die Bronzemedaille.
In Edmonton bei den Weltmeisterschaften 2001 wurde sie erstmals Weltmeisterin; im selben Jahr stellte sie mit 71,54 m einen Weltrekord auf.
Nach schwachen Weltmeisterschaften 2003 in Paris/Saint-Denis, wo sie nur Fünfte wurde, gewann sie bei den Olympischen Spielen 2004 in Athen die Goldmedaille mit 71,53 m, nur 1 Zentimeter unter ihrer Weltrekordweite. Dies war gleichzeitig olympischer Rekord.
Bei den Weltmeisterschaften 2005 in Helsinki holte sie sich erneut den Titel. Mit 71,70 m stellte sie dabei einen Weltrekord auf.
Osleidys Menéndez hat bei einer Größe von 1,75 m ein Wettkampfgewicht von 80 kg.